# Utö (Finlande)
Pour les articles homonymes, voir Utö et Uto (homonymie).
Utö est l'île habitée la plus méridionale de la Finlande. Située en mer Baltique, elle est située dans l'ancienne commune de Korpo à Pargas.

## Géographie

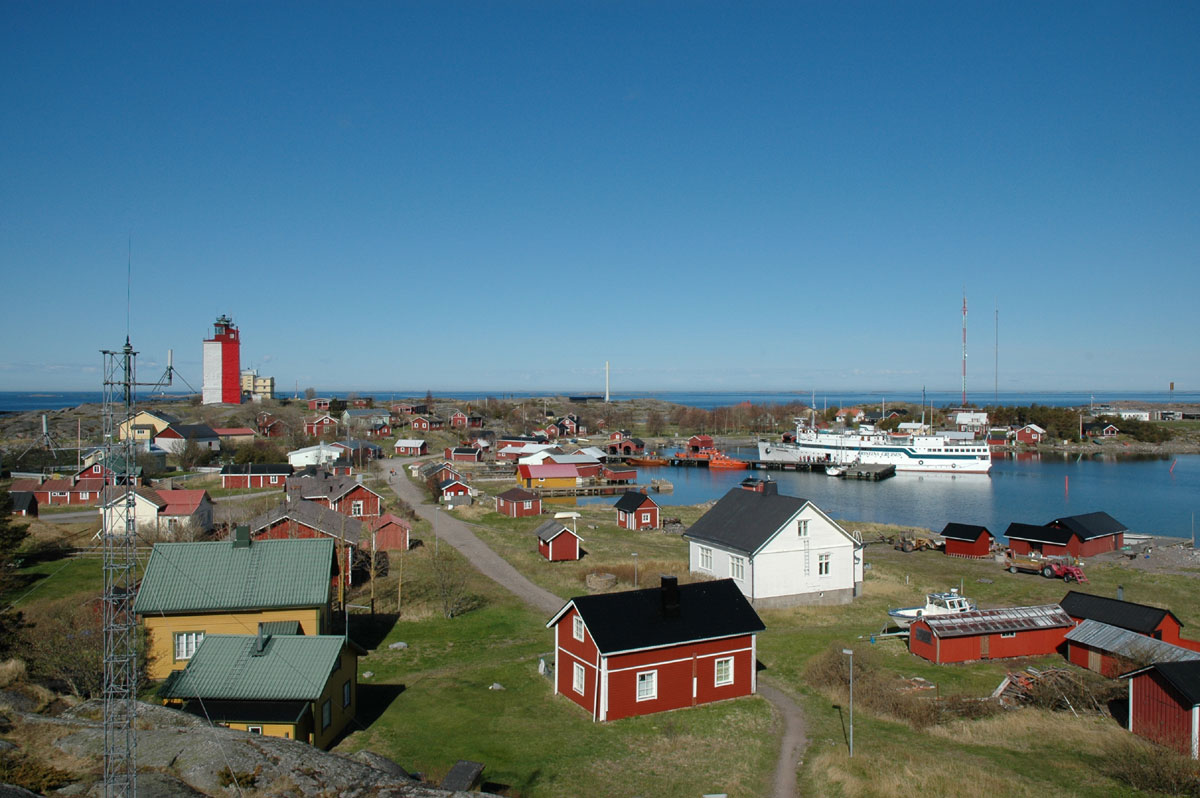
Utö en 2005.

Utö est une île du sud-ouest de la Finlande située en mer Baltique, au sud de l'archipel finlandais dont elle fait partie. Île de la commune de Korpo, elle est l'île habitée la plus au sud de la Finlande.
L'île est petite, rocheuse et formée de plusieurs péninsules délimitant trois baies principales (dont celle de Kesnäs bukten, la plus grande, au sud et celle de Fladan, au nord, qui abrite le port) et de nombreuses criques (dont celle d'Östervik à l'est). Sa végétation est rase, dépourvue de forêt mais composée néanmoins de quelques arbres. La seule prairie d'Utö se trouve dans l'Est de l'île, à proximité du cimetière, et a servi tour à tour de pâturage pour des vaches, de prairie pour le foin et aujourd'hui de zone sauvage riche en espèces végétales (reine-des-prés et épilobe) et animales, notamment des oiseaux.
Utö est entourée au nord par les îles et récifs dénudés de Finnskär, Ormskär (le plus grand), Mjälten, Revskär, Gommaskär, Stenskär, Gräkobbarna, Rödskar, Smörgrund et Kattrumpkobben au nord et au nord-est, Pattskär, Svartkläppen et Örö bädan au sud et au sud-est et Trutgrund au sud-ouest. Le bras de mer à l'ouest de l'île est appelée Barskärs fjärden.
L'île culmine à 37 mètres d'altitude à la colline située près du village.

## Histoire

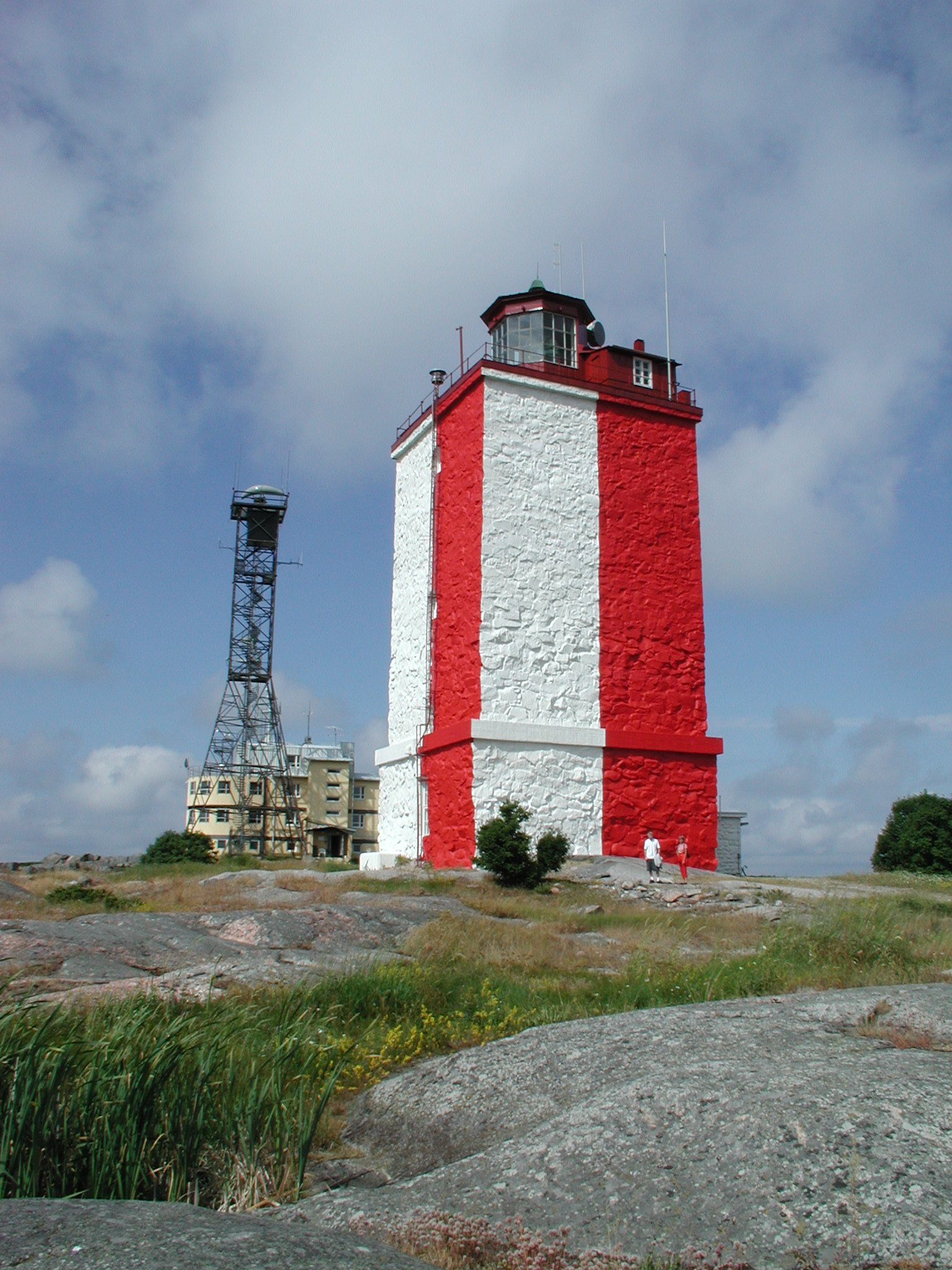
Le phare d'Utö en 2003.

### Premiers habitants
Utö, alors partie de la commune de Jurmo, commence à être habitée dans les années 1740 afin de faciliter la navigation maritime et notamment l'entretien du phare construit en 1753, le premier phare de Finlande et probablement le plus ancien phare au monde à contenir une chapelle aménagée en 1841. Auparavant, l'île était connue des pêcheurs et des baleiniers depuis le XVIIe siècle pour être un bon port naturel à la baie de Fladan, orientée au nord, donc à l'opposé de la pleine mer, et faisant face à l'île toute proche de Ormskär. Les deux premières fermes, Östergrannas et Södergrannas, sont divisées chacune en deux à la fin des années 1770, donnant naissance à quatre fermes : Västergrannas, Norrgrannas, Östergrannas et Södergrannas

### Période russe
La population augmente alors, surtout pendant la période de souveraineté russe sur la Finlande (1809–1917) où elle atteint 129 habitants répartis dans 22 foyers. En 1884, la première école de l'île est construite afin d'alphabétiser les employés de la station de navigation maritime construite dans les années 1840. Les villageois travaillent alors dans la navigation maritime, l'entretien du phare et le bureau de douane mais des protestations surviennent en 1912 lorsque les Russes tentent une russification de la navigation maritime et du phare.
Utö redevient subitement inhabitée lorsqu'après avoir été fortifiée par les Russes, elle est totalement évacuée par ces derniers qui rapatrient la population sur le continent au cours de la Première Guerre mondiale. Au cours du conflit, Utö subit de nombreux changements : reconstructions des maisons, construction d'une voie de chemin de fer (détruite dans les années 1960) pour transporter les munitions, construction d'une jetée dans la baie de Fladan. L'île n'est attaquée qu'une seule fois, en 1915 lorsque les Allemands s'approchent de l'île, faisant trois blessés.

### Période finlandaise
À la fin de la guerre, les Russes quittent l'île mais sont remplacés par l'armée finlandaise qui occupe les bases militaires et conditionne encore aujourd'hui la vie des habitants (la majorité de l'île est propriété de l'État finlandais) et l'architecture des bâtiments qui mélange style russe et style finlandais. En 1929, le naufrage du trois-mâts Draken provoque un choc qui fait décider de la construction d'une station de sauvetage en mer créée en 1934. En 1958, la station de navigation maritime est reconstruite et effectue jusqu'à 2 300 opérations de navigation maritime vers 1970, Utö constituant une des principales voies d'accès pour l'archipel finlandais.

## Démographie
Le village, tranquille l'hiver, se repeuple l'été avec l'arrivée des descendants des insulaires qui viennent en vacances. La langue de l'éducation dans l'île est le finnois.

## Infrastructures
Utö est majoritairement occupée par des zones militaires, principalement sur les trois péninsules de l'île : Enskär (une ancienne île désormais reliée à Utö), Västra udden, Kesnäs et sur un cap : Kattrompan. Entre ces terrains militaires se loge le village qui compte quelques maisons, la jetée du port, l'école, la station de navigation maritime, la chapelle (construite en 1910), le musée (plus vieux bâtiment d'Utö construit en 1753), le phare (reconstruit en 1814 et électrifié en 1935), une boutique et une chambre d'hôtes.
À l'extérieur du village, dans l'Est de l'île, se trouve le cimetière aménagé en 1962. Auparavant, les habitants se faisaient enterrer sur l'île de Jurmo.

## Transports
Utö est joignable par le ferry Eivor en quatre heures à partir de Pernäs. Il n'existe aucun transport collectif à Utö qui est toutefois desservie par un service de taxi maritime. L'île est aussi accessible par des moyens maritimes privés, la jetée étant ouverte à tout navire sans droit d'accostage.
Utö est le port de départ de la voie maritime de Naantali.

### Sources
- (en) Site officiel d'Utö - Histoire d'Utö
- (en) Citizen's Map Site - Carte d'Utö